# Matvagn

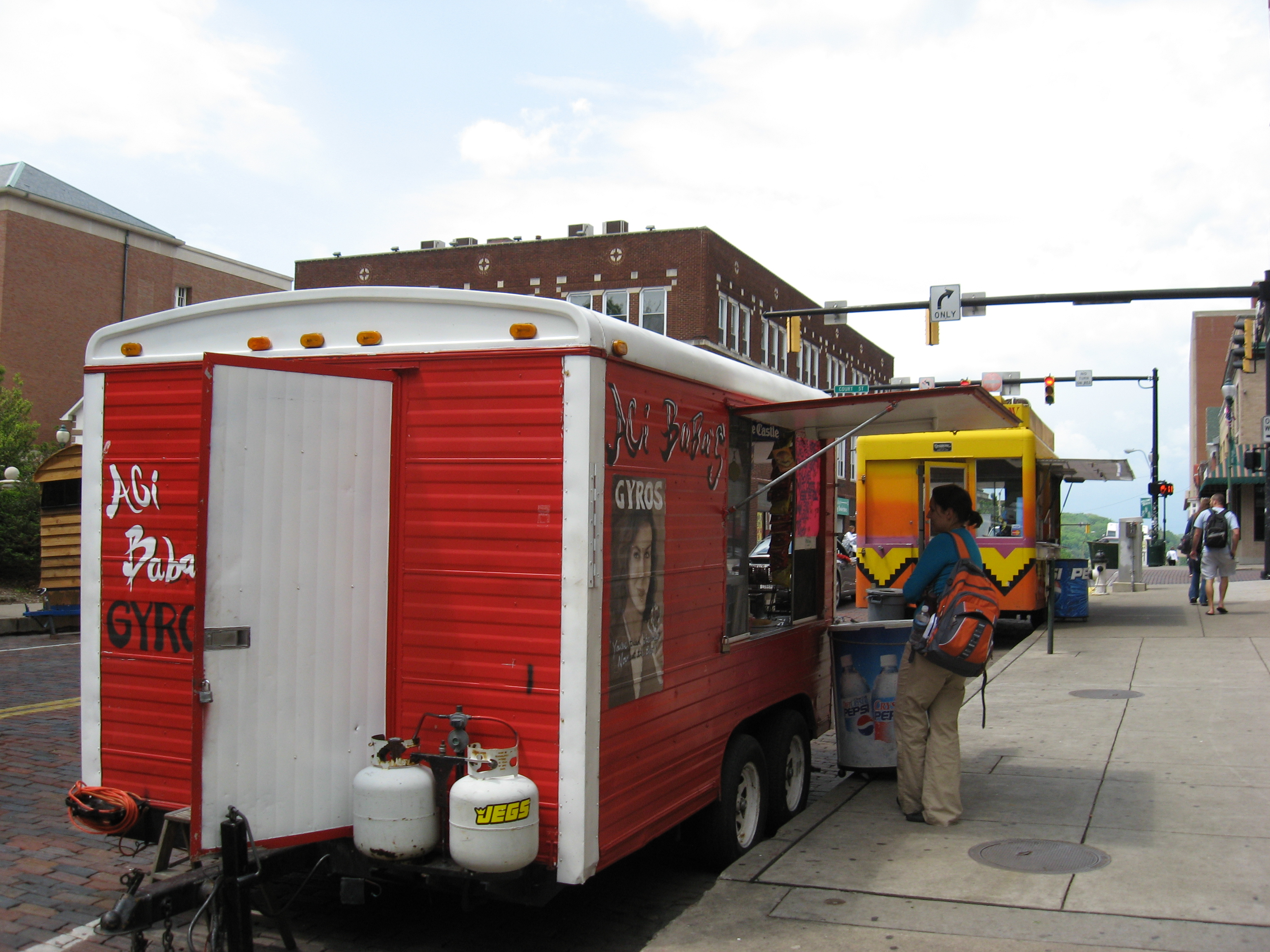
Matvagn i Athens i Ohio.

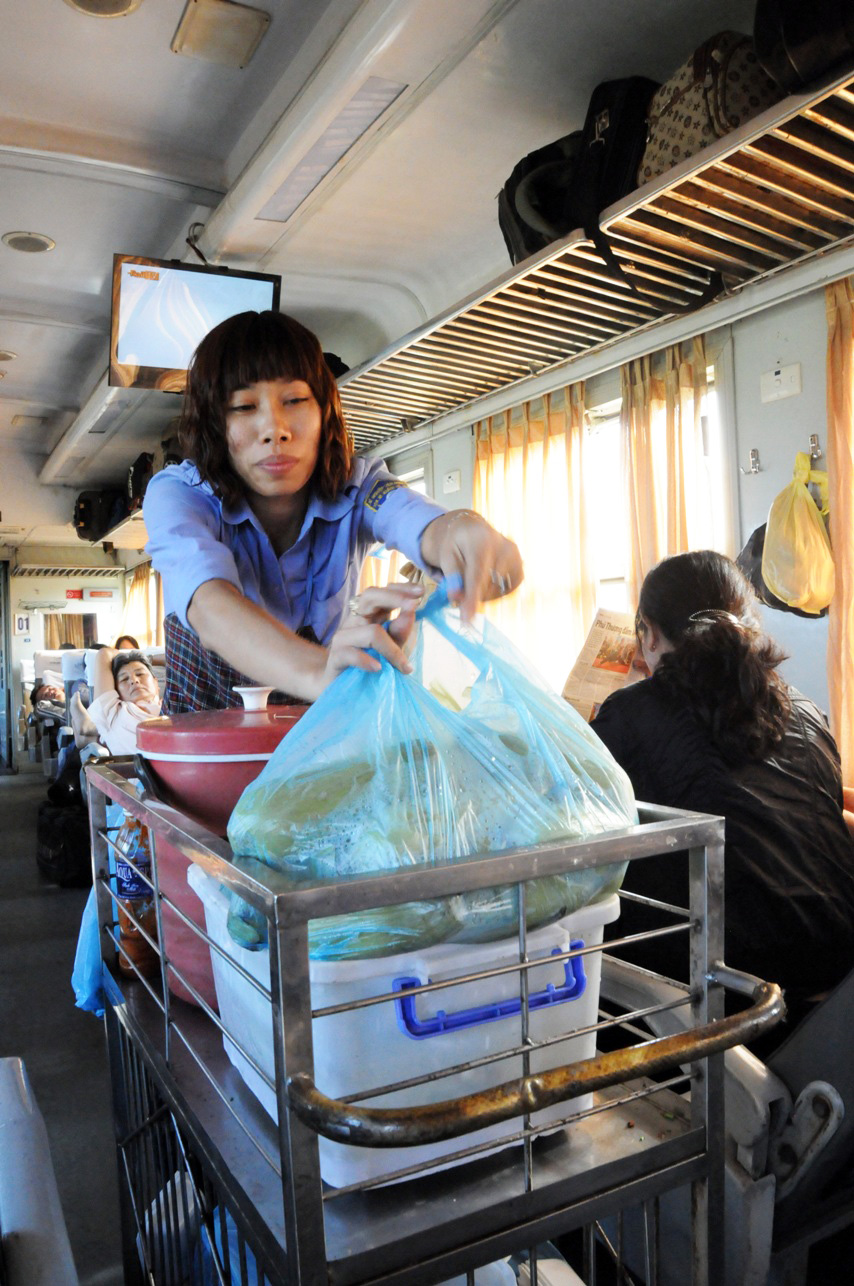
Anställd kvinna säljer mat via matvagn till passagerare ombord på ett tåg i Vietnam.

En matvagn är en vagn som används för att transportera mat. Vissa av dem dras av människor eller djur, andra av ett annat fordon. De skiljer sig från matbilar genom att de inte tar sig framåt av egen kraft.

### Fotnoter
1. ↑  ”Hot Dog Carts Food Vending Trailers Mobile Catering Trucks” (på engelska). http://www.cartconcept.com/. Läst 13 april 2008.